# Ecquevilly
Ecquevilly is een gemeente in het Franse departement Yvelines (regio Île-de-France) en telt 4173 inwoners (2004). De plaats maakt deel uit van het arrondissement Mantes-la-Jolie.

## Geografie
De oppervlakte van Ecquevilly bedraagt 11,3 km², de bevolkingsdichtheid is 369,3 inwoners per km².
De onderstaande kaart toont de ligging van Ecquevilly met de belangrijkste infrastructuur en aangrenzende gemeenten.

## Demografie
Onderstaande figuur toont het verloop van het inwonertal (bron: INSEE-tellingen).